# Skënder Hyseni

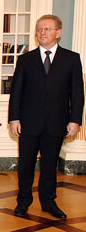
Skënder Hyseni (2007)

Skënder Hyseni (* 17. Februar 1955 in Podujevo, FVR Jugoslawien) ist ein kosovarischer Politiker und ehemaliger Außenminister der Republik Kosovo.

## Leben
Skënder Hyseni studierte bis 1978 Anglistik an der Universität Pristina. Danach absolvierte er Kurzzeitstudien am Bloomsburg State College (Pennsylvania, USA) und an der Universität Aberdeen (Vereinigtes Königreich).
Hysenis politische Laufbahn begann mit der Gründung der Demokratischen Liga des Kosovo (LDK). Nach der Wahl Ibrahim Rugovas zum Präsidenten der einseitig ausgerufenen Republik Kosovo arbeitete er in dessen Stab und wurde zu einem seiner engsten Berater. Hyseni war Mitglied der kosovarischen Delegation bei den Verhandlungen mit der jugoslawischen Staatsführung über den Vertrag von Rambouillet am Vorabend des Kosovokrieges. Nach dem Tod Rugovas 2006 arbeitete Hyseni auch für dessen Nachfolger Fatmir Sejdiu. An allen Verhandlungen über den zukünftigen Status des Kosovo war er beteiligt. Bei den Parlamentswahlen am 17. November 2007 wurde er erstmals ins Parlament gewählt und wurde als Minister für Kultur, Jugend und Sport Mitglied der kosovarischen Regierung. Am 3. April 2008 übernahm er das Amt des Außenministers bis zum 22. Februar 2011.
Skënder Hyseni ist Präsidiumsmitglied der Regierungspartei LDK und Vorsitzender des außenpolitischen Ausschusses der LDK sowie Mitglied der kosovarischen Verfassungskommission. Er ist verheiratet und hat vier Kinder.